# Pauperizace
Pauperizace (z lat. pauper, chudý) znamená v sociologii proces trvalého relativního nebo absolutního chudnutí společnosti nebo nějaké její části. Stav masové chudoby se někdy označuje jako pauperismus.

## Dějiny
Masový příliv venkovského obyvatelstva do měst v průběhu industrializace způsobil, že značná část musela žít ve velmi chudých až bídných podmínkách. Bídu dělnických předměstí a čtvrtí barvitě vylíčila řada velkých spisovatelů (Charles Dickens, Émile Zola, Jakub Arbes aj.). Někteří teoretici společnosti, zejména Karel Marx a marxisté, se proto domnívali, že rozdíly mezi chudými a bohatými v industriálních společnostech dále porostou, až vyvrcholí sociální revolucí.
Při vší nouzi dělníků v počátcích industrializace se však jednalo o pauperizaci relativní, neboť mladí lidé odcházeli do měst proto, že se doma nemohli uživit.
Ve skutečnosti došlo od počátku 20. století spíše k růstu středních tříd, také díky změnám v technologii i sociálním opatřením evropských vlád. Dnes se o pauperizaci většinou nemluví a pro problémy chudých lidí a imigrantů se užívá pojem sociální marginalizace nebo vyloučení, který přesněji vystihuje jejich situaci. Velmi chudí lidé zde totiž tvoří nepříliš vlivné menšiny, které se většina společnosti snaží spíše vytlačit na okraj.

## Nerovnost a chudoba
Jakákoli chudoba ať už absolutní nebo relativní má klíč v nerovnosti. V případě relativní chudoby jde o chudobu v průmyslově rozvinutých zemích, a ta je poměřována ke kvalitě života v dané zemi. Dá se tedy říct, že se nejedná o neuspokojení základních lidských potřeb, ale o neuspokojení v oblasti profese, vlastnictví atd. Naproti tomu absolutní chudoba označuje neuspokojení základních lidských potřeb z důvodu nedostatků financí. Absolutní chudoba není ovlivněna měnící se úrovní života v dané společnosti, jako je tomu u relativní chudoby. Sociologie rozlišuje tuto sociální nerovnost na 2 způsoby. 1.nevyhnutelný důsledek společenského způsobu života. 2.důsledek konkrétního uspořádání společnosti. Sociální nerovnost je viditelná v mnoha aspektech společenského života. Mezi základní druhy nerovnosti se řadí: třídní nerovnost a statusová nerovnost. S těmito nerovnostmi pak souvisí nerovnost v majetku, privilegiích, prestiži atd. Existují také nerovnosti v pohlaví nebo podle etnického původu či další. Podle Bergera až industrializace změnila tradiční hierarchické uspořádaní. Tím skončila stavovská nerovnost v křesťanské Evropě a odvození moci podle fixovaných privilegiích. Nyní už pozice jedince není dána při narození, ale podle úspěšnosti působení v pracovním procesu. Jako jeden z prvních, kdo spojil rovnost a nerovnost s vlastněním majetku byl Jean Jacques Rousseau. Podle něj je nerovnost plodem civilizačního vývoje a nejde tedy o produkt přirozeného stavu společnosti. V konzervativním prostředí zase převládá názor, že základ nerovnosti spočívá ve vrozených kvalitách a jakákoli snaha o dosažení rovnosti je vnímána jako přímé nebo nepřímé ohrožení svobody. V tomto prostředí je za přirozený řád udávána stavovská nerovnost, neboť moc ať už je v rukou kohokoliv, bude vždy symbolem represivní moci. Dílem podporujícím tuto myšlenku je Farma zvířat od George Orwella a heslo: "všechna zvířata jsou si rovna, ale některá jsou si rovnější".
V liberalismu je nerovnost vnímána jako přirozená a z pohledu fungování společnosti nezbytná. "Cílem ekonomického systému je produkovat bohatství a sociálního systému je tuto produkci podporovat." 
Z pohledu socialismu je nerovnost výsledkem nerovného přístupu ke zdrojům, a to díky privilegiím a majetku. S existencí jakékoliv nerovnosti ve společnosti, vždy existovala i snaha tuto nerovnost potlačit a toho se ujímala řada sociálních hnutí.
Z pohledu funkcionalistů se nerovnost jeví jako nepostradatelná pro obsazení různých pozic, tzn. je spojena s dělbou práce.

### Nerovnost podle Marxe
Podle Karla Marxe stojí za vlivem na strukturu každé společnosti charakter jejího ekonomického uspořádaní a vlastnických vztahů. Důvod nerovnosti v distribuci majetku, prestiže a moci byl podle Marxe určen formou vlastnictví. Společnost chápe jako extrémně rozdělenou na 2 tábory: buržoazie-proletariát, otrokáři-otroci atp. Každá společnost je odlišná pro své ekonomické uspořádání. V kapitalistické společnosti existují 2 nejdůležitější třídy- buržoazie-třída vlastníků statků a proletariát-třída dělníků. Dle Marxovy teorie nadhodnoty roste nerovnost mezi oběma těmito třídami a to nutně vede k pauperizaci čili chudnutí dělnické třídy. Nakonec to vše má důsledek v třídním boji.

### Nerovnost podle Webera
Stejně jako Marx i Weber si je vědom důležitosti vlastnictví pro uspořádaní společnosti. Na rozdíl od Marxe ovšem vnímá statusovou distribuci (sdílení jedinců společného statusu- životní styl...) jako rovnocennou k distribuci vlastnické. Jednotlivé třídy jsou rozděleny podle vztahů k produkci, oproti tomu statusové skupiny jsou rozděleny podle svých potřeb, určených životním stylem. Je tedy možné, že se spolu mohou setkat bohatí i chudší v jedné statusové skupině. Statusovou nerovností je míněna nerovnost v povolání, vzdělání, platu atd. Dále Weber rozlišuje na dva tábory statusovou nerovnost a nerovnost sociální a politickou.

## Novodobý pohled na chudobu
Přes všechna úskalí, která se sebou industrializace přinášela, došlo dle statických údajů k výrazné změně k lepšímu v životě chudého obyvatelstva. I nejnižší mzdy se zvýšily a došlo k úbytku lidí žijících na hranici existenčního minima. Proti těmto závěrům vystupovali hlavně marxisté, kteří naopak hlásali, že dochází ke stále většímu vykořisťování a zbídačování dělníků.

### Friedrich Engels
Engelsův pohled vycházel z Marxových myšlenek zbídačování široké vrstvy obyvatel úzkou skupinou kapitalistů. Dělníci jsou vnímáni jako nebohé oběti kapitalistické industrializace. Společnost je tedy rozdělena na 2 skupiny, a to dělníků a kapitalistů, mezi nimiž se propast neustále zvětšuje. Dále díky industrializace podle Engelse klesá kvalita života dělnictva a dochází jednak k poklesu mezd a urbanizaci. Města jsou podle něj "surová lhostejnost, bezcitná izolace každého jednotlivce na vlastní soukromé zájmy...je to stav otevřeně vypovězené sociální války." Jedná se o "prostorovou segregaci chudoby," tj. vytlačování chudých do určitých míst, kde se jejich kvalita života závratně snižuje. Engels neopomíjí ani alkohol, který ovšem vnímá spíše jako symptom, než příčinu chudoby.

### Charles Booth
Charles Booth přesunul význam chudoby z osobních příčin chudých k chybě sociálního systému, tedy řešení měl napříště na svědomí stát. Také vytvořil koncept hranice chudoby, jenž stanovoval min.příjem, potřebný pro uživení každé domácnosti. Booth dále rozdělil společnost na 8 vrstev podle zaměstnání živitele rodiny a také podle výše příjmů každé rodiny. První a nejnižší třídu Booth označil jako "barbary", šlo o bezdomovce a žebráky tvořící asi 1% populace Londýna. Další třída byla označena jako velmi chudá, jednalo se o příležitostné dělníky, kteří nebyli schopní samostatné existence, jejich zastoupení posoudil na 8%. Třetí a čtvrtou třídu představovalo asi 22% chudé populace. Zbývající třídy už Booth označil, jako třídy žijící nad hranicí chudoby. Mezi hlavními původci chudoby řadil Booth špatně placenou práci a nezaměstnanost, ale jako nejdůležitější předpoklad pro to spatřoval v osobní neschopnosti.

### Seebohm Rowntree
Seebohm Rowntree se nechal inspirovat Boothovou prací a dále rozpracoval samotný koncept chudoby. Chudobu primárně měřil podle chování domácnosti vůči standardnímu životnímu stylu, nikoliv podle výše příjmů. Chudoba byla rozdělena na chudobu primární a sekundární. V případě primární chudoby šlo o rodinu, jenž nedisponovala nezbytnými prostředky k uspokojení základních lidských potřeb. Naopak sekundární chudoba představovala rodiny, jež disponovaly potřebným příjmem, ale neuměly s ním hospodařit. Základní důvody způsobující chudobu primární byly nízké příjmy, dále mnoho potomků a také nemoc či smrt živitele. Sekundární chudoba měla své příčiny v rozmařilosti, nezpůsobilostí adekvátně hospodařit s penězi nebo v neočekávaných nákladech. Rowntree ale dodává, že nejde vždy o útratu za alkohol nebo tabák, co způsobuje zařazení rodin do této kategorie, ale jde i o nutné výdaje např. za léčbu.